# Ghizzano
Ghizzano è una frazione del comune italiano di Peccioli, nella provincia di Pisa, in Toscana.

## Geografia fisica
Il borgo di Ghizzano è situato in Valdera, su di un'altura cretosa tra le sorgenti del torrente Roglio e del Melogio. Ghizzano dista circa 9 km da Peccioli e poco più di 45 km da Pisa.

## Storia
La prima menzione di Ghizzano risale ad un documento del 988, dove è ricordata la presenza di due poderi. Ghizzano è stato dal X al XIII secolo proprietà della diocesi di Volterra, amministrato dai conti Pannocchieschi, ed è testimoniata la presenza di un castello. Situato al confine tra i domini di Pisa e di Firenze, fu insieme a Peccioli, Lajatico e Legoli conteso tra la Lega Ghibellina pisana e i Guelfi fiorentini: caduto sotto Firenze, il castello di Ghizzano fu restituito ai pisani nel 1364. In questo periodo acquistarono prestigio a Ghizzano i Venerosi dei conti di Strido, che si stabilirono nella parte più alta del paese, dove era situata la rocca, trasformata in residenza. I Venerosi contribuirono allo sviluppo economico della frazione nel corso dei secoli, dando vita alla tenuta di Ghizzano, società agricola ancora oggi attiva sotto la direzione dei Venerosi Pesciolini.

## Monumenti e luoghi d'interesse

### Architetture religiose
- Chiesa dei Santi Germano e Prospero, chiesa parrocchiale della frazione,[7] risale al periodo medievale ed è ricordata per la prima volta nel 1406.[4] La chiesa è stata oggetto di una radicale ristrutturazione nel 1818, che le ha conferito l'attuale aspetto.[5]
- Oratorio della Santissima Annunziata, si presenta in stile neogotico e custodisce una Annunciazione attribuita a Tommaso Pisano.[4]
- Oratorio di San Rocco[8]

### Architetture civili

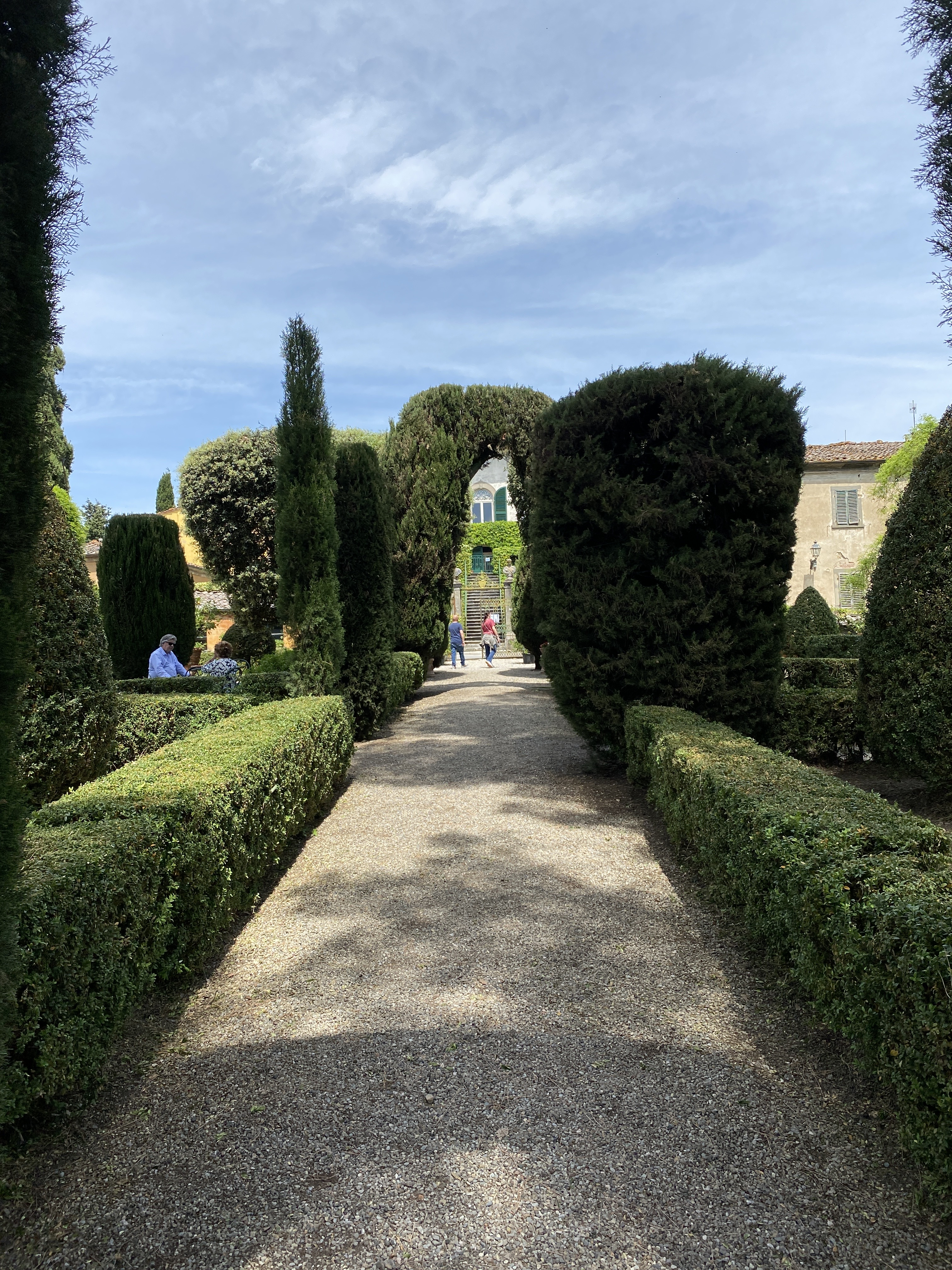
L'ingresso del Giardino all' Italiana del Palazzo Venerosi-Pesciolini

- L'ingresso del Giardino all' Italiana del Palazzo Venerosi-PescioliniPalazzo Venerosi Pesciolini, situato in via della Chiesa, sul luogo ove svettava un tempo l'antica rocca di Ghizzano, conserva all'interno pregevoli affreschi sette-ottocenteschi. La corte è decorata da un giardino all'italiana.[4]
- Molino a cilindri del Carfalo, antico imponente mulino posto ai piedi del borgo, è oggi in stato di abbandono.